# إدوارد أوت
إدوارد أوت (بالإنجليزية: Edward Ott)‏ (و. 1941 – م) هو فيزيائي من الولايات المتحدة الأمريكية . ولد في نيويورك .

## التعليم
تعلم في ثانوية ستايفسنت ‏

## مناصب وهيئات
أدار جامعة ميريلاند (كوليج بارك).

## جوائز
حصل على جوائز منها:
- جائزة ليليانفيلد [الإنجليزية]‏ (2014).